# Pollution électromagnétique
 (mars 2008).

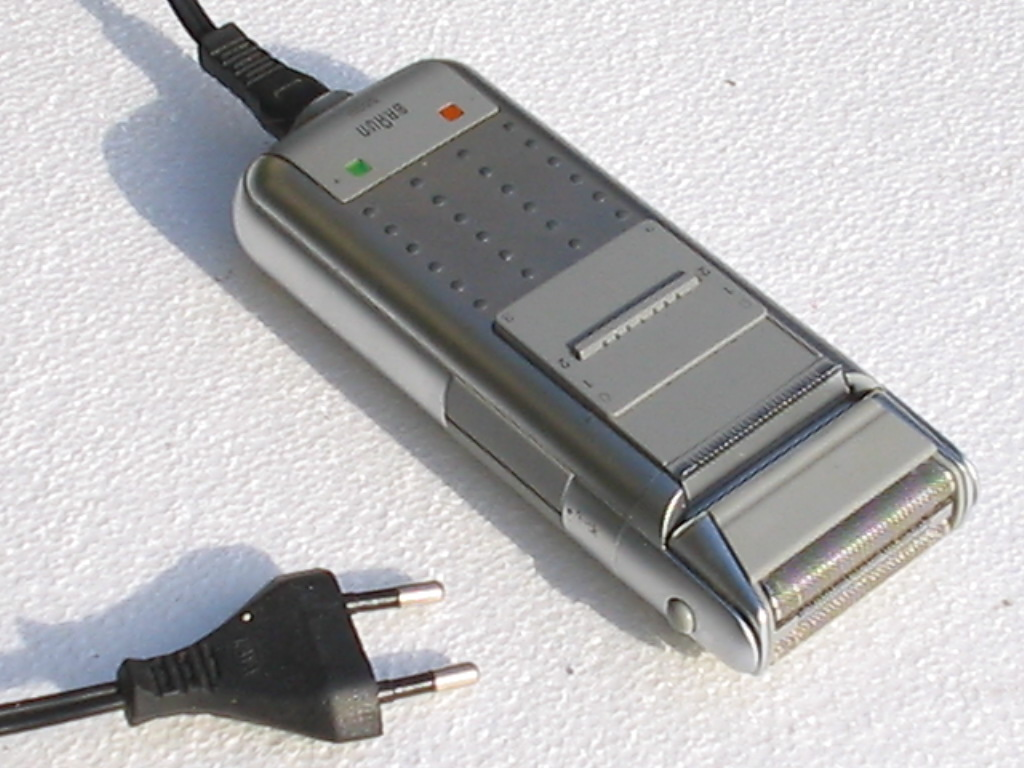
Les rasoirs électriques sont une des sources les plus importantes de pollution électromagnétique basse fréquence

La pollution électromagnétique correspond aux émissions de rayonnements électromagnétiques non maitrisés, non désirés ou non désirables affectant la compatibilité électromagnétique des appareils électriques, enfreignant les règlements et normes, ou posant potentiellement des problèmes de santé publique ou écologique. Le niveau de cette pollution dépendrait essentiellement de la puissance et de la fréquence, voire du type de modulation, du champ électromagnétique reçu, et de la durée d'exposition.
Cet article traite des champs électromagnétiques du spectre de fréquence de 0 à 300 GHz (des champs statiques jusqu'aux radiofréquences) ; les pollutions dues aux rayonnements ionisants et à la pollution lumineuse n'y sont pas traitées.

## Définitions
Champ électromagnétiqueChamp produit par des objets chargés électriquement. Celui-ci est la résultante des composantes électriques et magnétiques du champ. Le niveau d’intensité de champ électromagnétique est généralement exprimé en V/m, ou en A/m lorsqu’il est purement magnétique.
Émetteur volontaireÉquipement dont la fonction est d’émettre un champ électromagnétique dans un but de télécommunication (Émetteur TV, Émetteur radio, téléphonie mobile…), ou d’action sur la matière (four à micro-onde, plaque à induction…).
Émetteur involontaireÉquipement dont la fonction n’est pas d’émettre un champ électromagnétique. Cet équipement produit des perturbations inhérentes à son fonctionnement et provenant de ses composants (fréquences d’horloge, commutations d’énergie, circulation de courant fort, tensions élevées…). Un émetteur volontaire est considéré comme émetteur involontaire lorsqu’il émet en dehors de sa bande de fréquence autorisée.
RayonnementAction d’un appareil émettant un champ électromagnétique. Un rayonnement se produit par effet d’antenne, capacitif ou d’induction.

## Sources de rayonnement électromagnétique

### Sources naturelles
Les champs électriques et magnétiques terrestres sont des champs continus générés par les charges électriques présentes dans l'atmosphère (champ électrique), ou par les courants magmatiques, l'activité solaire et atmosphérique (champ magnétique). Ces champs sont de l'ordre de 100 à 150 V/m pour le champ électrique atmosphérique (il peut atteindre 20 kV/m sous un orage), et environ 40 µT pour le champ magnétique. À ceux-ci s'ajoutent des champs naturels alternatifs de valeur très faible : 1 à 50 Hz, 0,013 à 0,017 µT avec des pics à 0,5 µT lors d'orages magnétiques (champs de fréquence supérieure à 100 kHz).
Le rayonnement solaire et stellaire produit des ondes électromagnétiques, très faibles par rapport à un rayonnement artificiel : environ 10 pW/cm2.

Les cellules vivantes génèrent des champs électriques et magnétiques la plupart du temps très faibles : on observe des niveaux de tension de 10 à 100 mV, 0,1 pT à la surface du corps et dans le cerveau, 50 pT dans le cœur.

Des cellules et organes spécialisés existent cependant chez certaines espèces leur permettant de produire des champs électriques plus puissants ; à titre d'exemple la torpille noire (Torpedo nobiliana) peut produire des chocs électriques de 60 à 230 volts et dépassant les 30 ampères.

La différence des charges électrostatiques sont aussi parmi les sources naturelles. Les décharges électrostatiques (dont la foudre) sont les conséquences de ces différences de charge électrostatiques.

### Sources artificielles

#### Sources artificielles à champ statique (CC)
Les sources à champ statique sont typiquement :
- des aimants (présents dans tout microphone, haut parleur, etc.) ;
- certains dispositifs médicaux tels que les IRM, moyens de diathermie et d'ablation par radiofréquence…) ;
- certaines lignes ferroviaires alimentées en courant continu, par exemple en 1 500 V CC (France) ou 3 000 V CC (Belgique, Pologne…).

#### Les lignes à haute tension et les appareils électriques
La fréquence des champs électromagnétiques émise par les lignes à haute tension (HT) et à très haute tension (THT, jusqu’à 400 000 volts en France) est qualifiée d’ « extrêmement basse fréquence » (EBF/ELF) (50 Hz en France et en Europe, 60 Hz en Amérique du Nord).

À proximité immédiate d’une ligne à très haute tension le champ électrique peut atteindre 10 kV/m et le champ magnétique plusieurs microteslas. Cette intensité se réduit au fur et à mesure de l’éloignement, à partir de 100 mètres le champ magnétique créé par les lignes est de l’ordre du niveau moyen des champs électromagnétiques à très basse fréquence émis par les appareils électriques et les circuits électriques des habitations.

Aussi, les transformateurs et les moteurs génèrent des champs magnétiques d’autant plus importants qu'ils sont puissants.

#### Sources artificielles dans le domaine des radiofréquences (9kHzà300GHz)
Les principales sources de perturbation, parasitage ou pollution électromagnétiques actuelles sont notamment :
- des dispositifs industriels, scientifiques et médicaux ;
- certains dispositifs de stérilisation, de production d'électricité ;
- les réseaux de télécommunications et de surveillance sans fil : publics de téléphonie mobile (GSM, UMTS, 4G), privés (analogiques, TETRA, ACROPOL), réseaux informatiques (Wi-Fi, CPL, UWB, WiMAX), radiophoniques, audiovisuels (analogiques, TNT, satellitaires) ; réseaux de caméra de surveillance, etc. ;
- certains dispositifs d'identification (RFID) ;
- les radars (militaires, aériens, cinémométriques, météorologiques) ;
- les appareils électroménagers et électroniques grand public (fours à micro-ondes, tubes cathodiques, plaques à induction…) ;
- les barrières de détection de vol des magasins.

Le développement des télécommunications sans fil a très fortement augmenté la présence d'ondes électromagnétiques artificielles dans l'environnement dans les bandes de fréquences autorisées aux domaines civils et militaires. Par exemple, selon une étude récente (2018) publiée par The Lancet, les niveaux d'exposition aux rayonnements électromagnétiques radiofréquences autour de la bande de fréquence 1 GHz, principalement utilisée pour les communications sans fil, ont augmenté d'environ « 1018 » fois par rapport aux niveaux naturels, extrêmement bas.
Les équipements électroniques sans émetteur radio (de même pour les émetteurs en dehors de leurs bandes de fréquences assignées), produisent des rayonnements électromagnétiques involontaires (parasites). Ceux-ci sont limités par la réglementation de compatibilité électromagnétique et de niveau moindre que ceux autorisés pour les émetteurs volontaires.

## Règlements et normes

### Réglementation sur l'évaluation, la surveillance, le contrôle
En 2015, les effets liés à des expositions permanentes de faible intensité étant sujets à caution et difficilement quantifiables, pour les expositions de la vie courante, la réglementation ne prend en considération que les effets liés à une exposition humaine aux champs électromagnétiques de forte intensité. Certaines réglementations locales, régionales ou nationales appliquent toutefois un principe de précaution vis-à-vis de l'exposition aux rayonnements des télécommunications sans fil.

#### Europe
La protection des personnes envers les effets thermiques est prise en considération dans plusieurs directives issues du parlement européen et du conseil :
- 2014/35/UE[RE 1] : directive basse tension, s'appliquant à tout produit électrique ou électronique alimenté entre 50  et   1 000 V.
- 2014/53/UE[RE 2] : directive s'appliquant à tous les équipements radio et les terminaux de télécommunication.
- 2013/35/UE[RE 3] : directive « concernant les prescriptions minimales de sécurité et de santé relatives à l’exposition des travailleurs aux risques dus aux agents physiques (champs électromagnétiques) », d'application obligatoire à partir du 1er juillet 2016.

De plus, la recommandation européenne 1999/519/CE donne des limites de l'exposition du public aux champs électromagnétiques.
Aussi, la conformité à ces directives est généralement établies par l'application des normes CENELEC, définissant les spécifications d'essais des produits ou installations.
Ces directives et normes ont pour bases les limites préconisées par une étude de l'ICNIRP. L’ICNIRP applique en fait un facteur de sécurité de 10 dans le cas de la limite d’exposition professionnelle et de 50 pour la valeur limite recommandée pour le grand public,. Ces deux facteurs de sécurité sont définis en fonction de critères propres aux effets thermiques, pour éviter en toute circonstance une élévation de la température corporelle supérieure à 1 °C.
Les limites sont transcrites de deux manières dans les différentes directive :
restrictions de base« Les restrictions concernant l'exposition à des champs électriques, magnétiques et électromagnétiques variables dans le temps, qui sont fondées directement sur des effets avérés sur la santé et des considérations biologiques, sont qualifiées de « restrictions de base ». En fonction de la fréquence du champ, les grandeurs physiques utilisées pour spécifier ces restrictions sont l'induction magnétique (B), la densité de courant (J), le débit d'absorption spécifique de l'énergie (DAS) et la densité de puissance (S) ». L'échauffement en fonction des propriétés diélectriques des tissus humains varie selon les parties du corps. Ces limites sont réputées difficiles à mesurer.
niveaux de référenceCes limites permettent de quantifier de manière simple l'exposition d'une personne, par une mesure de champ électromagnétique. Ces niveaux visent à évaluer l'exposition des personnes « pour déterminer si les restrictions de base risquent d'être dépassées ». Certains niveaux de référence sont dérivés des restrictions de base concernées au moyen de mesures et/ou de techniques de calcul, et certains autres ont trait à la perception et à des effets nocifs indirects de l'exposition aux champs électromagnétiques. Les grandeurs dérivées sont « l'intensité de champ électrique (E), l'intensité de champ magnétique (H), l'induction magnétique (B), la densité de puissance (S), et les courants induits dans les extrémités (IL). Les grandeurs qui concernent la perception et d'autres effets indirects sont les courants (de contact IC) et, pour les champs pulsés, l'absorption spécifique (AS). 
Dans une situation d'exposition particulière, des valeurs mesurées ou calculées de ces grandeurs peuvent être comparées avec le niveau de référence approprié. Le respect du niveau de référence garantira le respect de la restriction de base correspondante. Si la valeur mesurée est supérieure au niveau de référence, il n'en découle pas nécessairement un dépassement de la restriction de base ».  En cas de non-respect du niveau de référence, et dans la mesure du possible, l'équipement sera évalué vis-à-vis des restrictions de base.

#### France
En 1999, la recommandation du Conseil de l'Union européenne portant sur l'exposition du public aux champs électromagnétiques (de 0 Hz à 300 GHz) a été transposée en droit français dès 2002 par décret « relatif aux valeurs limites d'exposition du public aux champs électromagnétiques émis par les équipements utilisés dans les réseaux de télécommunication ou par les installations radioélectriques ». Il s'applique à toute personne exploitant un réseau de télécommunications Les valeurs limites à ne pas dépasser pour l'exposition du public sont celles qui émanent d'un seul équipement ou installation radioélectrique ou constituées par la conjonction de plusieurs de ces équipements ou installations quand ils sont plusieurs en un même lieu. Un protocole de mesure in situ des niveaux d'exposition du public aux champs électromagnétiques est prévu par le décret no 2002-775 du 3 mai 2002, modifié deux fois (Actualisé le 31 août 2011), et téléchargeable.
Les organismes français chargés de l'application des réglementations des communications électroniques sont :
Commission supérieure du service public des postes et communications électroniques (CSSPpce)chargée de superviser l'application des lois.
Autorité de régulation des communications électroniques et des postes (ARCEP, ex ART)autorité administrative indépendante, de régulation de la concurrence concernant les télécommunications. Elle veille à l'application des lois en matière de concurrence, et propose de plus en plus de textes et donne des avis sur d'autres organisations, telles que l'ANFR.
Agence nationale des fréquences (ANFR)agence qui gère le spectre radiofréquence de télécommunication (hors audiovisuel). Cette agence réalise aussi des contrôles de marché des équipements radiofréquences. Elle a aussi rédigé un protocole de mesure pour l'évaluation des niveaux de champs électromégnétique sur un site donné.
Commission consultative des radiocommunications (CCR)
Commission consultative des réseaux et services de télécommunications (CCRST)
À la suite des lois Grenelle I et II, un décret du 1er décembre 2011 impose aux gestionnaires du réseau public de transport d'électricité (RTE, c'est-à-dire Réseau de transport d'électricité dans le cas des concessions de l’État) un contrôle et des mesures des ondes électromagnétiques produites par les lignes électriques à très haute tension (THT), lors de toute mise ou remise en service d'une ligne. Les mesures devront être faites par un tiers indépendant et accrédité (COFRAC ou équivalent). RTE doit aussi contrôler toutes les lignes à très haute tension existantes avant le 31 décembre 2017 en commençant par celles qui sont le plus susceptibles d'exposer des personnes. Certaines personnes morales (collectivités territoriales, associations agréées de protection de l'environnement, ou d'usagers du système de santé ainsi que fédérations d'associations familiales) pourront solliciter des mesures supplémentaires (aux frais de RTE, sauf en cas d'inutilité manifeste). D'autres opérateurs que RTE, sont soumis aux mêmes obligations pour les lignes de plus de 50 kilovolts qu'ils gèrent.

#### Belgique
Région de Bruxelles-CapitaleL'ordonnance du 1er mars 2007 et l'arrêté du gouvernement de la région de Bruxelles-Capitale s'applique aux antennes émettrices en dehors des émetteurs radio, TV et des appareils utilisés par les particuliers (GSM, Wi-Fi, DECT...). Les limites applicables sont de l'ordre de 20 fois inférieures aux limites de la recommandation européenne 1999/519/CE
WallonieLe décret du gouvernement wallon du 3 avril 2009 s'applique aux antennes émettrices stationnaires de PIRE supérieure à 4 W. Les limites sont de 3 V/m dans les lieux de séjour.
FlandreL'arrêté du gouvernement flamant du 16 décembre 2011 s'applique aux antennes fixes et temporaires entre 10 MHz et 10 GHz. Les limites sont de l'ordre de deux fois inférieures aux limites de la recommandation européenne 1999/519/CE.

#### États-Unis
L'exposition humaine est traitée dans 3 articles du code fédéral de régulations rédigé par la FCC :
- 47 CFR §1.1307 b[22] : cet article rend obligatoire la prise en considération de l'exposition humaine lors du processus d'homologation.
- 47 CFR §1.1310[23] : cet article définit les limites d'exposition.
- 47 CFR §2.1093[24] : cet article définit les limites d'exposition et méthodes de mesure à appliquer pour les équipements portatifs. Ce dernier article renvoi à la norme IEEE Std C95.3[25] pour la méthode d'évaluation du niveau d'exposition.

Les niveaux et méthodes d'évaluation sont sensiblement différentes de celles pratiquées en Europe.

#### Canada
La norme CNR-102 définit les limites d'exposition humaine aux radiofréquences. Les limites préconisées sont identiques à celles des États-Unis.
De même, la méthode d'évaluation est fondée sur la norme IEEE Std C95.3.

#### Organismes de prévention et d'information sur les risques sanitaires
Plusieurs institutions internationales s'intéressent aux problèmes des rayonnements électromagnétiques : l'OMS, l'ICNIRP, l'URSI et le CNRFS.
Au niveau européen se trouvent deux institutions : EMF-NET et COST 281.
Des députés européens ont déposé au Parlement européen une Déclaration écrite sur les risques de l'exposition aux champs électromagnétiques résultant de l'utilisation des technologies sans fil.

##### Institutions nationales françaises
Beaucoup d'institutions françaises s'intéressent aux problèmes des rayonnements électromagnétiques, parmi lesquelles:
- OPECST : l'Office parlementaire d'évaluation des choix scientifiques et technologiques est une structure parlementaire d'évaluation des risques technologiques[32] ;
- ANFR ;
- AFSSET : l'Agence Française de Sécurité Sanitaire de l'Environnement et du Travail est chargée d'évaluer les risques sanitaires liés à l'environnement[33]. Elle a notamment été sollicitée en septembre 2007 par le ministère de la Santé et de l'Écologie pour réaliser une enquête officielle sur les risques des réseaux Wi-Fi sur la santé[34] ;
- AFSSAPS : l'Agence Française de Sécurité SAnitaire des Produits de Santé, chargée entre autres de la sécurité sanitaire liée à l'utilisation des dispositifs électro-médicaux[35] ;
- FSR : la Fondation Santé et Radiofréquence dont le rôle est d'encourager la recherche sur les effets des ondes électromagnétiques et d'informer le public[36] ;
- AMF ;
- LNE ;
- Académie des sciences ;
- Académie des technologies ;
- Euro-CASE ;
- les organismes de contrôle de l'administration : l'IGAS[37] pour les questions sanitaires, l'IGE pour ce qui relève de l'environnement ;
- les organismes traitant de la sécurité des consommateurs : la DGCCRF[38] chargée de la répression des fraudes et de la sécurité des consommateurs, la CSC[39] chargée d'émettre des avis et d'informer les consommateurs en matière de risques.

##### Autres institutions des nations d'Europe
Une grande partie des pays européens présentent leurs propres organisations concernant l'étude des champs électromagnétiques :
- Allemagne :
  - FGF ;
  - EMF PORTAL ;
  - BFS ;
  - DMF ;
- Danemark : FORSKNINGSSTYRELSEN ;
- Finlande :  HERMO ;
- Hongrie : NATIONAL RESEARCH INSTITUTE FOR RADIOBIOLOGY AND RADIOHYGIENE ;
- Italie : INSTITUT SUPÉRIEUR D’INGÉNIERIE BIOMÉDICALE (ISIB) ;
- Portugal :
  - Direction générale de la santé ;
  - MONIT ;
- Royaume-Uni :
  - MOBILE TELECOMMUNICATIONS HEALTH RESEARCH ;
  - HEALTH PROTECTION AGENCY ;
- Suisse :
  - FORSCHUNGSSTIFTUNG MOBILKOMMUNIKATION ;
  - Office fédéral de la santé, division radioprotection ;
  - Office fédéral de l'environnement.

### Principe de précaution
Compte tenu des doutes sur la nocivité d'une exposition prolongée à certains niveaux d'ondes électromagnétiques, l'application du principe de précaution est recommandé par certaines organisations,, et associations.

#### Précautions applicables par les utilisateurs
Les précautions généralement recommandées pour les utilisateurs sont :
- Éviter l'installation d'une famille avec des enfants sous une ligne haute tension ;
- Utiliser un kit mains libres afin d'éloigner l’émetteur de la tête ;
- Privilégier un téléphone présentant un DAS faible ;
- Éviter de téléphoner dans des mauvaises conditions de réception, ou en grande vitesse ;
- Aux femmes enceintes, d'éviter de placer tout émetteur (téléphone, tablette, PC portable…) directement sur le ventre ;
- Aux enfants, limiter au maximum l'utilisation de téléphone sans fil.

#### Par les autorités
Certaines autorités,, ont réglementé des niveaux d'exposition plus faibles aux émetteurs fixes de télécommunication.
Certaines associations, souvent sur base des conclusions de certaines organisations,,, militent auprès des autorités pour l'application de règles plus strictes, par exemple des limites d'exposition plus basse, l'interdiction de réseaux Wi-Fi dans les écoles, l'interdiction d'installation d'antenne de télécommunication proche des écoles, la création de « zones blanches » dans lesquelles la présence d'ondes électromagnétique est proscrite, etc.

### Cohérence des réglementations

#### Niveau de protection des personnes à l’exposition électromagnétique et niveau d’immunité des équipements
Deux niveaux distincts peuvent être corrélés :
- Le niveau limite d’exposition des personnes (par exemple 61 V/m pour la bande UMTS)
- Le niveau limite d’immunité des équipements (en général, 3 V/m pour la plupart des appareils y compris les appareils électromédicaux, 10 V/m pour les équipements industriels et certains appareils électromédicaux dits « de maintien de vie » ou « critiques » ou implantés)

Cela peut constituer une incohérence de fond. Des équipements sensibles pourraient se trouver dans un champ électromagnétique plus élevé que celui pour lequel il est prévu.
Toutefois, la valeur limite d’exposition des personnes a pour but de définir une zone de sécurité, dans laquelle une personne ne doit pas rentrer sans prendre de disposition. Une telle valeur de champ n’est possible qu’à proximité immédiate d’une antenne émettrice.
Par exemple (voir Distances de sécurité) :
- à 70 m d’une antenne relais monobande (20 à 40 W de puissance électrique et 17 à 18 dBi de gain d'antenne émettant au maximum), le niveau de champ est inférieur à 3 V/m.
- à  116 m d'une antenne tribande (900, 1,8 GHz et 2,1 GHz) le niveau peut atteindre 3 V/m  (à 30 m, des mesures montrent 11,8 V/m[45]).
- Un téléphone mobile à puissance maximum autorisée émettra un champ électromagnétique supérieur à 3 V/m jusqu’à environ 3 m autour de lui.

#### Réglementation des dispositifs médicaux
Plusieurs normes européennes réglementent ces risques.
En France, les appareils électroniques à usage médical sont désignés sous le nom de dispositifs médicaux dans le code de la santé publique, ils entrent dans la même catégorie que les gants de chirurgiens ou les lits eux-mêmes noyés dans les produits de santé. Ils doivent cependant garantir une immunité contre les perturbations électromagnétiques permettant de fonctionner conformément à leur destination.
La totalité des appareils doivent avoir un fonctionnement fiable que ne peut garantir un niveau de pollution électromagnétique supérieur à leur niveau d'immunité, les dysfonctionnements peuvent avoir des conséquences graves pour la santé et conduire à des décès, il s'agit donc d'un risque sanitaire indirect.
L'ANFR ne tient pas compte de ce risque dans ses comparaisons aux seules limites thermiques sur le site cartoradio.

#### Distances de sécurité à respecter

##### Sources
On les trouve sur le web, et surtout dans les tableaux 204 et 206 de la norme EN60601-1-2 que l'on retrouve personnalisée par les constructeurs, ils indiquent la distance à respecter en fonction de la puissance des sources de pollution afin de ne pas dépasser le niveau d'immunité de leurs appareils.

##### Détermination de la distance de sécurité
La distance de sécurité pour utiliser les appareils se déduit de la loi de propagation simple {\displaystyle D={\frac {\sqrt {30P}}{Eeff}}~}, soit :
- D : distance en mètres (m)
- P : PIRE en watts (W)
- Eeff : Niveau de champ électrique en volts par mètre (V/m)

Pour un appareil d'immunité 1 V/m, on obtient : {\displaystyle D=5,5*{\sqrt {P}}~}.
Pour un appareil d'immunité 3 V/m, on obtient : {\displaystyle D=1,83*{\sqrt {P}}~}.
On obtient le graphique suivant :
La distance lue dans la notice des appareils semble plus sévère car elle prend pour base de calcul la PAR de l'émetteur, entrainant un gain 2,15 dB (la puissance est comparée à celle d'un doublet 1⁄2 onde au lieu d'une antenne isotrope), soit :
* PAR = 1,64 * PIRE.

##### Exemples d'application
Des exemples de détermination de distances de sécurité à respecter en cas d'exposition à un champ provenant d'un émetteur connu, permettant d'utiliser les appareils dans l'environnement où il a été prévu de les utiliser par leur constructeur, se trouvent dans ce tableau :
| Niveau de champ (environnement correspondant à l'immunité des équipements) | Tour Eiffel (TV Analogique) | P MAX Station GSM tribande | P MAX MOBILE         |
| --- | --------------------------- | -------------------------- | -------------------- |
| | PIRE 580 kW                 | PIRE 23 kW                 | PIRE 2 W             |
| 1 V/m (milieu protégé) | 4,2 km                      | 830 m                      | 8 m                  |
| 3 V/m (milieu résidentiel) | 1,4 km                      | 280 m                      | 2,6 m                |
| 10 V/m (milieu industriel, appareils médicaux critiques) | 420 m                       | 83 m                       | 0,8 m                |
| limite basse d'exposition des personnes | 150 m                       | 21 m                       | Essais de DAS requis |
| Note : Station de base GSM tribande à puissance maximum (320 W en GSM 900, 20 W en GSM 1800, 20 W en UMTS 2100) couplé à des antennes de gain 18 dBi. Le niveau de PAR à systématiquement converti en PIRE. |                             |                            |                      |

##### Analyse des exemples
Dans les faits, ces recommandations ne sont pas à prendre au pied de la lettre. La seule définition d'une distance de sécurité en fonction de la distance et de la puissance théorique de l'émetteur n'est pas réaliste sur le terrain.
Dans l'exemple de la tour Eiffel, il est démontré par les mesures de l'ANFR que les niveaux perçus à proximité de celle-ci sont bien plus bas que les niveaux théoriques de ce tableau. Cela est dû au fait que les antennes sont orientées non pas vers le sol, mais vers l'horizon.
De même, pour les stations de base, le gain maximum de l'antenne est concentré sur une zone située généralement face à l'antenne. Plus le gain d'une antenne est important, plus celle-ci va concentrer le champ dans une direction étroite. La probabilité qu'un utilisateur soit en plein centre de cette zone est donc réduit. De plus, les valeurs citées ici sont empiriques. Les niveaux des stations de base en zones de populations denses sont de puissances plus faibles pour réduire la taille des cellules de couverture (et donc à fortiori pour multiplier les stations).
Par contre, un téléphone GSM émet de façon assez isotrope. C'est le cas de la plupart des équipements radio portatifs, qui ont intérêt à émettre dans toutes les directions pour être reçus. L'application de ces distances de sécurité est cohérent avec l'utilisation d'équipements radios portatifs.
Aussi, le niveau d'immunisation (ou le seuil de susceptibilité) d'un équipement n'est pas réellement connu. Lors du processus de marquage CE, il est juste déterminé si l'équipement fonctionne correctement lorsqu'il est soumis à un niveau de champ prédéfini. Les appareils ont par conséquent un niveau d'immunité au moins égal (donc supérieur) à ce qui est requis dans la réglementation.
En définitive, seule une mesure du champ permet de connaitre le niveau de champ dans la zone ou l'on est situé en cas de problème rencontré. Les recommandations imposées par la norme EN 60601-1-2 permettent de limiter la responsabilité du constructeur en cas de défaillance de son appareil soumis à un champ trop élevé.
Enfin, ces distances à observer peuvent s'appliquer et s'étendre à tous les appareils électroniques, en fonction de leur niveau d'immunité.

#### Décret 2002-775
Ce décret est la transposition de la recommandation 1999/519/CE, elle-même issue de recommandations de l'ICNIRP, or dans le guide pour l'établissement de limites l'ICNIRP précise :
« Le respect du présent guide ne permet pas ipso facto d'éviter toute perturbation des dispositifs médicaux tels que prothèses métalliques, stimulateurs ou défibrillateurs cardiaques, implants cochléaires. Les stimulateurs cardiaques peuvent être perturbés par des champs n'atteignant pas les niveaux de référence. La prévention de ces problèmes n'entre pas dans le domaine d'application du présent guide mais est traitée dans d'autres documents. »
le couplage de champs électromagnétiques à des appareillages médicaux portés par, ou implantés sur, une personne (ce cas n'est pas envisagé dans le présent guide)
Les risques liés à la compatibilité électromagnétique ne sont donc pas couverts par ces limites, mais par des legislations et limites dédiées.

### Réglementations européennes
1. ↑  [PDF]Directive 2014/35/EU du parlement européen et du conseil du 26 février 2014, sur eur-lex.europa.eu, consulté le 09 mars 2020.
2. ↑  Directive 2014/53/UE du parlement européen et du conseil du 16 avril 2014, sur eur-lex.europa.eu, consulté le 20 février 2017.
3. 1 2  [PDF] Directive 2013/35/UE du parlement européen et du conseil du 26 juin 2013, sur eur-lex.europa.eu, consulté le 19 février 2017.
4. 1 2 3  [PDF] 1999/519/CE: Recommandation du Conseil, du 12 juillet 1999, relative à la limitation de l'exposition du public aux champs électromagnétiques (de 0 Hz à 300 GHz) , sur eur-lex.europa.eu.